# Еш-Шаджара (нохія)
Нохія Еш-Шаджара (араб. ناحية الشجرة) — нохія у Сирії, що входить до складу однойменної мінтаки Дар'а мухафази Дар'а. Адміністративний центр — поселення Еш-Шаджара.
До нохії належать такі поселення:
- Еш-Шаджара → (Al-Shajara);
- Абідін → (Abidin);
- Айн-Закар → (Ayn Zakar);
- Бейт-Ара → (Bayt Ara);
- Хіт → (Heet);
- Джамла → (Jamla);
- Кувая → (Kuwayah);
- Маарія → (Maariyah);
- Нафіа → (Nafia);

Нохія Еш-Шаджара на мапі мінтака Дар'а

- Сахм-аль-Джавлан → (Saham al-Jawlan);
- Шабрак → (Shabraq).